# Jürgen Albers
Jürgen Albers (* 29. Oktober 1951 in Saarbrücken) ist ein saarländischer Künstler und Redakteur des Saarländischen Rundfunks.

## Leben
Jürgen Albers studierte in Saarbrücken und Marburg Deutsch, Geschichte und Latein und wurde mit einer Arbeit über die Geschichtsbehandlung in den Dramen von Bertolt Brecht promoviert. Nach dem Studium arbeitete er unter anderem als Gymnasiallehrer, Journalist sowie Tanz- und Gymnastiktrainer.
Er machte in den 70er Jahren Mundart-Lieder und trat ab 1979 mit verschiedenen Kabarett-Programmen auf. Nachdem er 1995 seinen Abschied von der Kabarett-Bühne verkündet hatte, trat er seit 2015 wieder mit eigenem Programm auf.
Seit 1981 war Albers Redakteur und Moderator beim Saarländischen Rundfunk, wo er die traditionsreiche Sendung Fragen an den Autor moderierte, die bis Februar 2003 auf SR 1 Europawelle ausgestrahlt worden war; seitdem läuft sie im SR 2 Kulturradio. Ende März 2017 übergab Jürgen Albers die Moderation an Kai Schmieding.
Seit 2010 hat er sich wieder verstärkt der Musik zugewendet und gründete die Band Die Kellerasseln.

## Lieder-Produktionen seit 1975
- Es Saarland is e rischdisches Gärdsche (LP Eigenverlag 1977).
- Papi war’n Rolling Stone (pläne 1979),
- Gartenbauverein (Leico music 1981),
- Lieder aus’m Gärdsche (Leico music 1982),
- Schwätze muschde mit de Leit! (Leico music 1985).
- 20 Jahre Lieder aus’m Gärdsche (Leico music 1997, CD).

## Schriften (als Herausgeber und Autor)
- Das Prinzip der „Historisierung“ in der Dramatik Bertolt Brechts. Saarbrücken, Univ., Philos. Fak., Diss., 1977.
- „Die Gesichte der Simone Machard“. Eine zarte Träumerei nach Motiven von Marx, Lenin, Schiller. In: Brecht-Jahrbuch. Herausgegeben von John Fuegi, Reinhold Grimm und Jost Hermand. edition suhrkamp 956. Suhrkamp Verlag, Frankfurt am Main 1978. ISBN 978-3-518-10956-4, Seiten 66–87
- Saarbrücken zu Fuß. VSA-Verlag, Hamburg 1989, ISBN 3-87975-507-8
- Technikbewertung. Beltz-Verlag, Weinheim 1995. Mit Christoph Hubig ISBN 3-88679-254-4
- Radio-Geschichte(n). 30 Jahre „Fragen an den Autor“. Ottweiler Druckerei und Verlag. Mit Roland Bernd ISBN 3-923755-74-0
- Radio-Klassiker. 40 Jahre „Fragen an den Autor“. Geistkirch Verlag, 2009. Mit Clemens Zimmermann ISBN 3-938889-67-5 (Lebenslauf: Seite 159)
- Der kleine Großmeister. Erleuchtete Satiren. Ottweiler Druckerei und Verlag, 2002. ISBN 3-923755-82-1
- Express ins Nirwana. Neues vom Kleinen Großmeister. Ottweiler Druckerei und Verlag, 2004. ISBN 3-923755-94-5
- Erleuchtung mit Hindernissen. Der Kleine Großmeister sitzt nach. Ottweiler Druckerei und Verlag, 2006. ISBN 3-938381-12-4